# Chapelle-lez-Herlaimont
Chapelle-lez-Herlaimontlà một đô thị ở tỉnh Hainaut. Tại thời điểm ngày 1 tháng 1 năm 2006 Chapelle-lez-Herlaimont có dân số 14.022 người. Tổng diện tích là 18,10 km² với mật độ dân số là 775 người trên mỗi km².

## Người địa phương nổi tiếng
Alphonse Briart